# Condado de Clark (Nevada)
O Condado de Clark (em inglês:  Clark County) é um dos 16 condados do estado norte-americano de Nevada. A sede e localidade mais populosa do condado é Las Vegas. Foi fundado em 1909 e recebeu o seu nome em homenagem a William A. Clark (1839–1925), antigo senador pelo estado de Montana, e impulsionador da construção do caminho-de-ferro na região onde hoje se situa o condado.
Com mais de 2,2 milhões de habitantes, de acordo com o censo nacional de 2020, é o condado mais populoso do estado e o 13º mais populoso do país. Vivem no condado 73% da população total de Nevada.

## Geografia
De acordo com o Departamento do Censo dos Estados Unidos, o condado possui uma área de 20 877,7 km², dos quais 20 439,3 km² estão cobertos por terra e 438,4 km² (2,1%) por água.

## Demografia
Desde 1900, o crescimento populacional médio do condado, a cada dez anos, é de 87,2%.

### Censo de 2020
Segundo o censo nacional de 2020, o condado possui uma população de 2 265 461 habitantes e uma densidade populacional de 110,8 hab/km². Seu crescimento populacional na última década foi de 16,1%, acima da média estadual de 15,0% É o condado mais populoso de Nevada e o 13º mais populoso dos Estados Unidos. É o segundo condado mais densamente povoado do estado, atrás de Carson City.
Possui 917 656 residências que resulta em uma densidade de 44,9 residências/km² e um aumento de 9,2% em relação ao censo anterior. Deste total, 7,8% das unidades habitacionais estão desocupadas. A média de ocupação é de 2,5 pessoas por residência.

### Censo de 2010
Segundo o censo nacional de 2010, o condado possui uma população de 1 951 269 habitantes e uma densidade populacional de 95 hab/km². Possui 840 343 residências que resulta em uma densidade de 41 residências/km².
Das cinco localidades incorporadas no condado, Las Vegas é a mais populosa e a mais densamente povoada, com 583 756 habitantes e 1 660 hab/km². Boulder City é a menos populosa, com 15 023 habitantes. De 2000 para 2010, a população de North Las Vegas cresceu 88%. Apenas duas localidades possuem população superior a 100 mil habitantes.